# 堀伝
堀 伝（ほり ただし、1935年7月29日 - ）は、日本のヴァイオリニスト。

## 経歴
愛知県出身。小学6年生からヴァイオリンを始める。桐朋女子高等学校音楽科の第1期生として入学。
1953年、日本で最初の室内オーケストラ「古典音楽協会」を中心となって創立、初代コンサートマスターに就任した。当時まだ普及していなかったバロック音楽や古典学派の音楽を中心に室内オーケストラとして定期演奏会を行い、地方都市における演奏会やラジオ等に出演し、注目を集めた。1957年、桐朋学園短期大学卒業後、プロムジカ弦楽四重奏団の第2ヴァイオリンとなる。プロムジカ弦楽四重奏団として、大原美術館創立30周年を記念して1960年に同館ホールにてベートーヴェンの弦楽四重奏曲「ラズモフスキー第1番」等を演奏する。40年後の2000年にも創立70周年を記念して、同じメンバーで同じ曲を同美術館で演奏している（詳細は松下修也を参照）。
東京交響楽団の客員コンサートマスターを務め、1964年にNHK交響楽団にコンサートマスターとして入団する。1967年から1968年までウィーン市立音楽院に留学、修了した。1991年にNHK交響楽団を退団した。
サイトウ・キネン・オーケストラには発足時より参加し、水戸室内管弦楽団でも楽団員代表を務めるなど小澤征爾と音楽的な結びつきが強い。東京大学音楽部管弦楽団のトレーナーも務めている。
水戸室内管弦楽団は2011年3月11日に発生した東日本大震災を受けて、復興支援の名目で同年7月10日に東京のサントリーホールにおいて、チャリティーコンサートを開催した。収益金の一部を、水戸市や周辺市町村の小中学校で震災により被害を受けた吹奏楽部の楽器修繕や、東北地方の甚大な被害によって活動に大きな支障をきたした仙台フィルハーモニー管弦楽団などへの支援のため、寄付を行った。2012年1月18日、水戸市立三の丸小学校吹奏楽部に堀が楽団員代表としてチューバを贈呈した。周辺の小学校にもマリンバやスネアドラム、アルトホルンなどを贈呈している。
洗足学園大学の講師として後進の指導にも当たった。